# Beilschmiedia hartonoana
Beilschmiedia hartonoana är en lagerväxtart som beskrevs av Sach.Nishida. Beilschmiedia hartonoana ingår i släktet Beilschmiedia och familjen lagerväxter. Inga underarter finns listade i Catalogue of Life.